# 祖父江勘左衛門
祖父江 勘左衛門（そぶえ かんざえもん）は、戦国時代から安土桃山時代にかけての武将。山内一豊の家臣。実名は不明。

## 略歴
本姓は藤原氏で、尾張国・津島神社の神職を務めていた家系の出身。祖父江氏は応仁の乱以降土着した織田氏・山内氏に仕えた。
当初、祖父江村に隠退していたが、永禄2年（1559年）、山内一豊が流浪の身になると、それを出迎えて、五藤浄基と共に家老となった。豊臣秀次家臣であった筧源右衛門の未亡人を室に迎え、その子に祖父江家の家督を譲り、新太郎一秀と名乗らせている。
なお司馬遼太郎の小説『功名が辻』では、祖父江新右衛門のモデルとなった。新右衛門は五藤吉兵衛と共に流浪時代の一豊をよく支えた親代わり的な存在として描かれている。